# Onslow (Australië)
Onslow is een plaats in de regio Pilbara in West-Australië. Het ligt 82 kilometer ten noordwesten van de North West Coastal Highway, 1.386 kilometer ten noorden van Perth en 259 kilometer ten zuidwesten van Karratha. In 2021 telde het plaatsje 829 inwoners tegenover 573 in 2016. Vanwege verwoestende orkanen en verzanding van de haven is het dorp in 1922 verplaatst.

## Geschiedenis
De Talandji-Aborigines waren de oorspronkelijke bewoners van de streek.
In 1861 leidde Francis Thomas Gregory een expeditie door de Pilbara en benoemde de rivier Ashburton op 23 juni. Minderoo station werd in de streek gevestigd eind jaren 1860. Tegen 1890 was al het land rondom de rivier opgenomen, voornamelijk om schapen op te houden.
Op 26 oktober 1885 werd Onslow gesticht aan de monding van de Ashburton, als havenplaatsje voor de veetelers en de goudzoekers uit de streek. Het plaatsje werd vernoemd naar de toenmalige minister van justitie, Sir Alexander Campbell Onslow. De aansluiting op de telegraaf via de Overland Telegraph werd in 1885 in gebruik genomen.
In 1893 werden een politiekantoor en cellen gebouwd in Onslow. Het haventje kreeg aanlegsteigers in 1896, 1899 en 1901. Er werd een smalspoor aangelegd van het haventje naar de Old Onslow Townsite, de toenmalige locatie van het dorp, tegenwoordig een archeologische vindplaats. Op 28 december 1896 en 5-6 april 1909 vernielden tropische orkanen grote delen van Onslow en het haventje. Door de vele orkanen en de verzanding van de monding van de Ashburton werd in 1922 beslist 15 kilometer noordelijker, nabij Beadon Point, een nieuwe aanlegsteiger te bouwen. Eerst werd gedacht de nieuwe haven en Onslow door een smalspoor te verbinden, maar uiteindelijk werd besloten om het dorp te verplaatsen. Op 10 januari 1924 werd het onder de naam Beadon Point gesticht. Twee weken later werd Beadon Point hernoemd tot Onslow.
Op 28 maart 1934 werd Onslow opnieuw getroffen door een zware orkaan. Tijdens de Tweede Wereldoorlog tankten marineschepen aan de aanlegsteiger. Onslow werd op 15 mei 1943 door Japan gebombardeerd. In juni 1947 werd de eerste toelating om naar petroleum te zoeken op het nabijgelegen Barroweiland uitgereikt. Tussen 1952 en 1956 werd de haven van Onslow gebruikt door de Royal Navy als uitvalsbasis voor de atoomproeven op de Montebello-eilanden. In de jaren 1950 en 1960 werd Onslow verscheidene malen getroffen door orkanen. De aanlegsteiger liep zware schade op. In 1972 werd een nieuwe aanlegplaats gebouwd in Beadon Creek en in 1982 werd de oude aanlegsteiger tijdens een legeroefening opgeblazen.
In 1964 werd op het eiland Barrow petroleum gevonden. Vanaf 1964 (tot 2012) werden er 318 miljoen vaten olie geproduceerd. De productie is nog steeds gaande.

## 21e eeuw
In juli 2002 werd de eerste 45.000 ton zout van het Onslow Saltfield geëxporteerd. Er werd daarvoor een 1,3 kilometer lange stalen constructie in zee gebouwd.
In februari 2003 stelde Chevron de ontwikkeling van de Gorgon-gasvelden voor, 80 kilometer ten westen van Barrow. De bouw van verwerkings- en transportinstallaties op het eiland werd door de overheid bestudeerd en in maart 2016 werd het eerste aardgas verwerkt. In 2017 deden zich problemen voor met de verwerking van het CO2 dat vrijkomt tijdens het productieproces.
In 2015 opende het nieuwe vliegveld van Onslow en in 2017 het nieuwe zwembad.
De Onslow Marine Support Base werd geopend in 2017. Ze zal de olie- en gasindustrie, het leger en de kustwacht ondersteunen.
In 2018 werd een gascentrale opgestart die als back-up moet dienen voor een lokaal smart grid met hernieuwbare energie. Nog in 2018 werd het nieuwe hospitaal van Onslow geopend.

## Economie
Vanaf Onslow Marine Support Base wordt de olie- en gasindustrie gefaciliteerd.
Er is een actieve mijnindustrie in de Shire of Ashburton.
Het toerisme is een groeiende sector.
Verder is er nog een belangrijke zoutindustrie en worden er runderen gefokt op pastorale leases.

## Toerisme
- Het Good Shed Museum is een streekmuseum gevestigd in een magazijn dat voor 1925 in het oude Onslow stond. Het Visitor Centre is er gevestigd.[12]
- De Heritage Trail is een erfgoedwandelroute door het nieuwe Onslow langs onder meer het oorlogsmonument en de resten van de oude aanlegsteiger.
- Ian Blair Memorial Walkway is een wandeling van Beadon Point naar Sunset Beach.
- In de Termite Mound Viewing Area kan men termietenheuvels bekijken.
- In Mount Augustus National Park bevindt zich de grootste steen ter wereld, Mount Augustus (Burringurrah) . Men kan er aboriginesrotstekeningen bekijken.
- Onslow is een uitvalsbasis voor de Mackerel Islands en Montebello Islands eilandengroepen.
- Er zijn een aantal plaatsen waar men kan picknicken, bbq'en, vissen, zwemmen en snorkelen: Sunrise Beach, Sunset Beach, Four Mile Creek, Ashburton River en Beadon Creek.
- De Old Onslow Heritage Trail is een wandelroute door de ruïnes van het oude Onslow.[8]
- Tussen maart en oktober is de Staircase to the moon zichtbaar.[noot 1]

## Transport
Onslow ligt 83 kilometer van de North West Coastal Highway. De bussen van Integrity Coach Lines die tussen Perth en Broome rijden, stoppen er drie maal in de week op verzoek.
Onslow heeft een vliegveld: Onslow Aiport (IATA: ONS, ICAO: YOLW). Dit wordt gebruikt door de Royal Flying Doctor Service, mijnbedrijven, Virgin Australia Regional Airlines en private charters.
De haven van Onslow ligt 550 meter ten zuiden van Beadon Creek.

## Klimaat
Onslow kent een warm woestijnklimaat, Bwh volgens de klimaatclassificatie van Köppen. De streek wordt geregeld door tropische orkanen getroffen.
| Maand                                  | jan  | feb  | mrt  | apr  | mei  | jun  | jul  | aug  | sep  | okt  | nov  | dec  | Jaar  |
| -------------------------------------- | ---- | ---- | ---- | ---- | ---- | ---- | ---- | ---- | ---- | ---- | ---- | ---- | ----- |
| Gemiddeld maximum (°C)                 | 36,4 | 36,4 | 36,2 | 33,9 | 29,4 | 26,0 | 25,4 | 27,3 | 30,1 | 32,9 | 34,4 | 35,9 | 32,0  |
| Gemiddeld minimum (°C)                 | 24,4 | 25,0 | 24,3 | 21,5 | 17,4 | 14,3 | 13,0 | 13,6 | 15,4 | 17,9 | 20,1 | 22,4 | 19,1  |
|                                        |      |      |      |      |      |      |      |      |      |      |      |      |       |
| Neerslag (mm)                          | 38,3 | 59,9 | 71,3 | 11,3 | 47,7 | 46,6 | 19,9 | 8,4  | 1,4  | 0,8  | 2,7  | 3,3  | 311,6 |
| Regendagen (dag)                       | 2,4  | 2,8  | 2,2  | 1,0  | 2,6  | 2,4  | 1,5  | 0,9  | 0,3  | 0,1  | 0,3  | 0,4  | 16,9  |
| Bron: Australian Bureau of Meteorology |      |      |      |      |      |      |      |      |      |      |      |      |       |

## Galerij

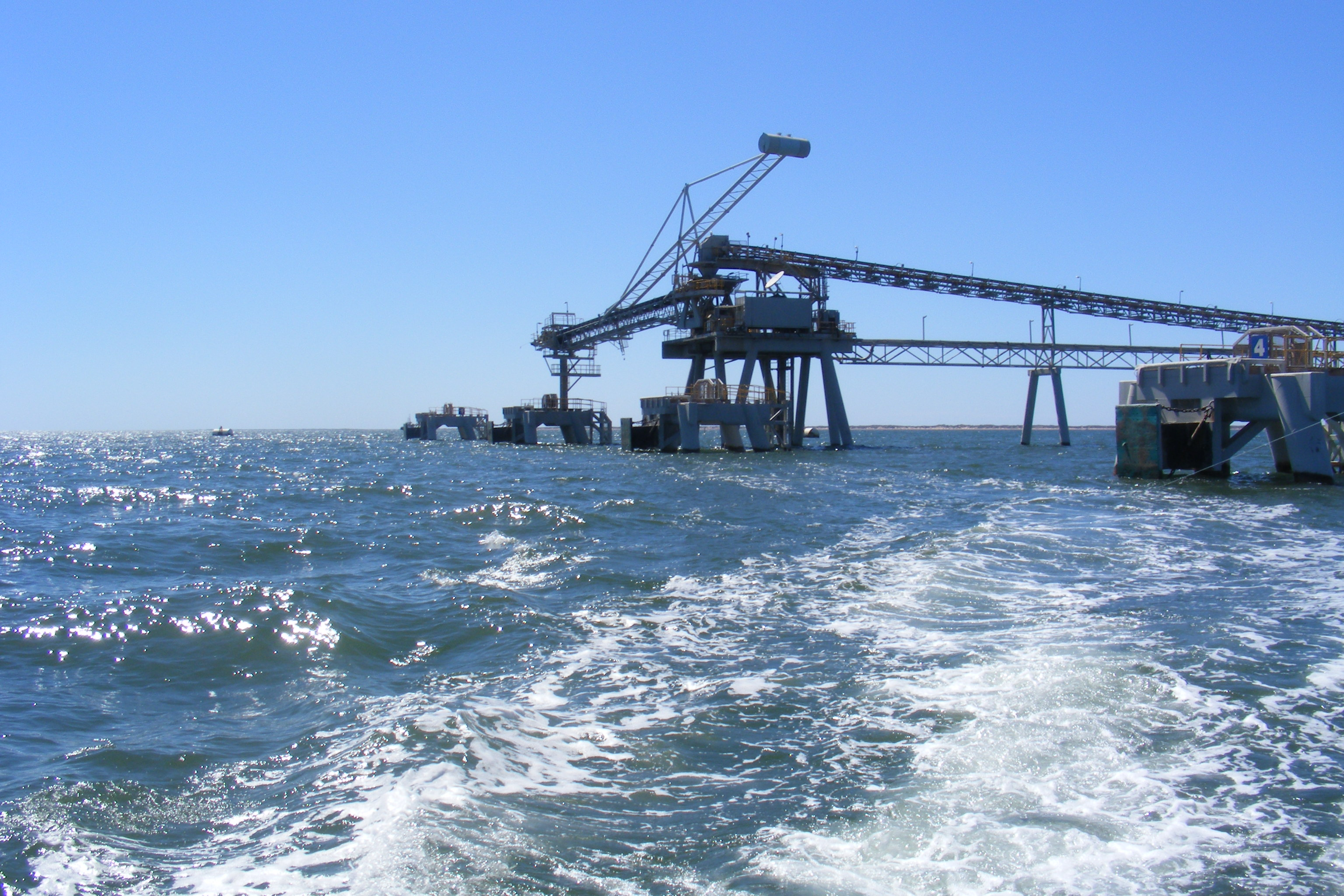
kop laadfaciliteiten
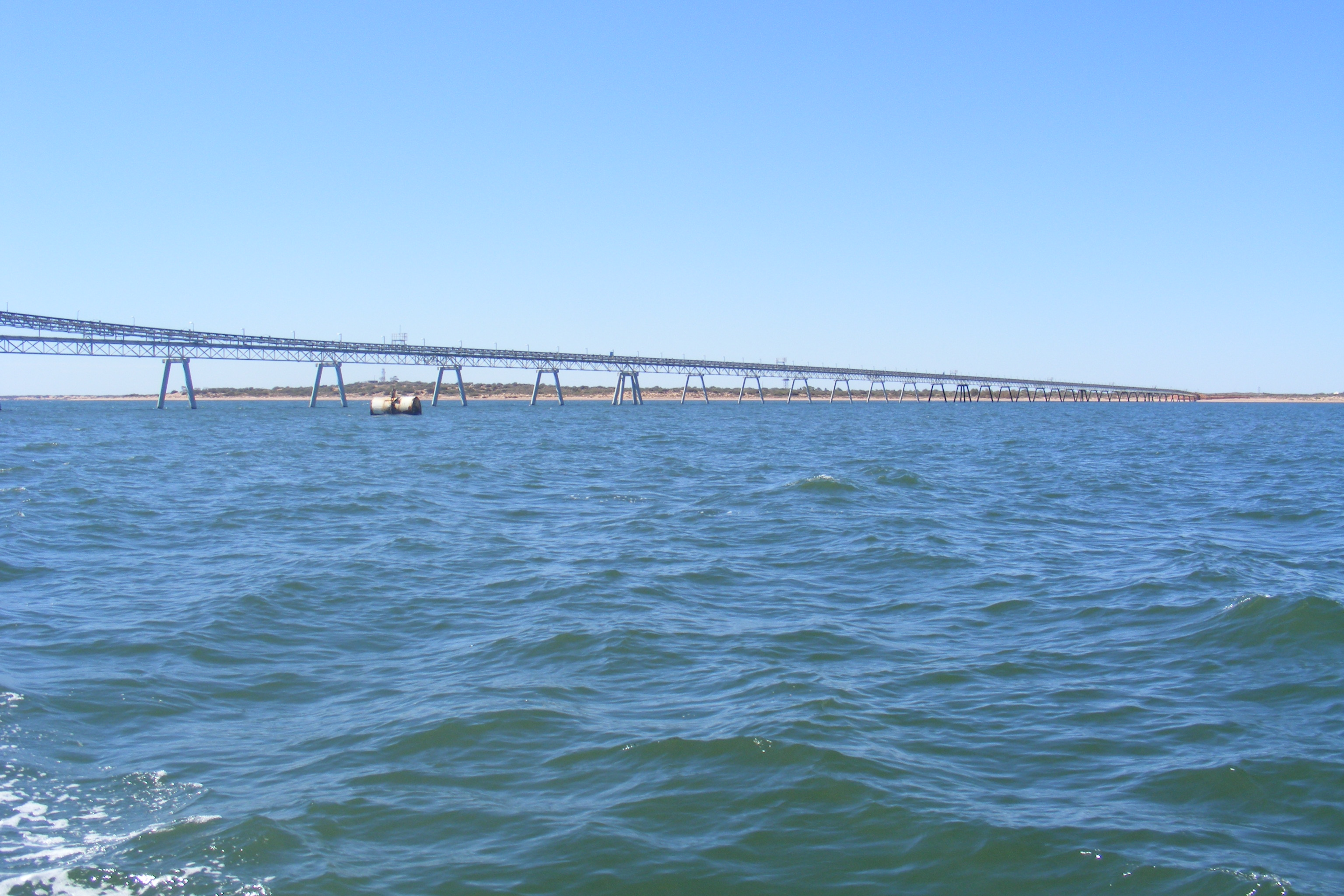
pijpleiding laadfaciliteiten
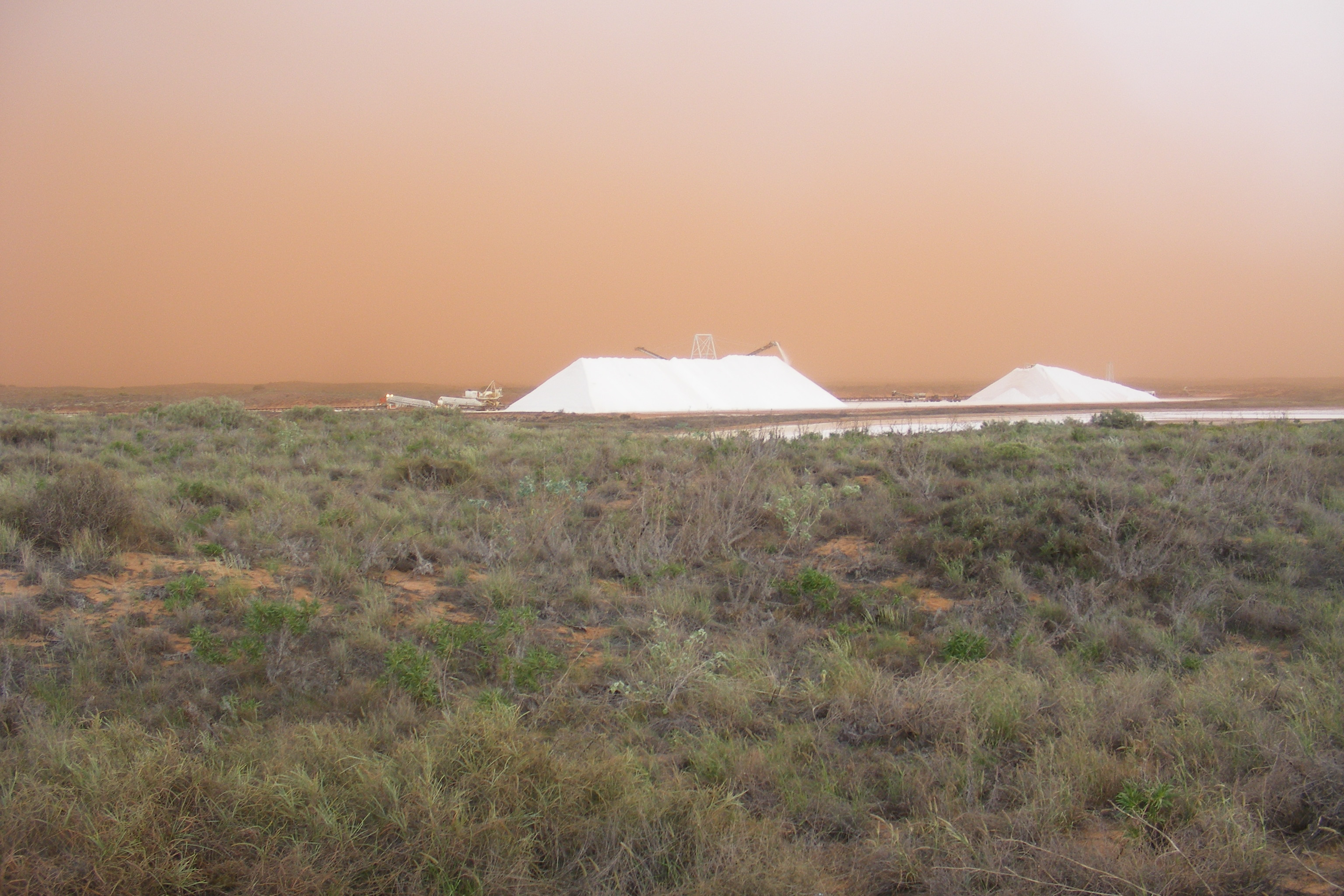
zoutwinning met zandstorm op de achtergrond
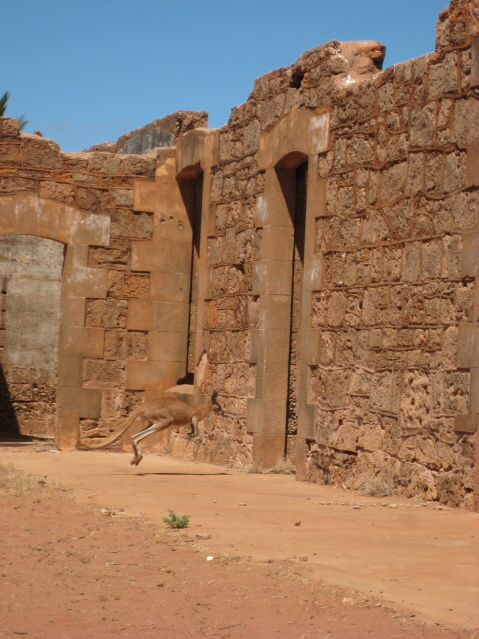
oud Onslow
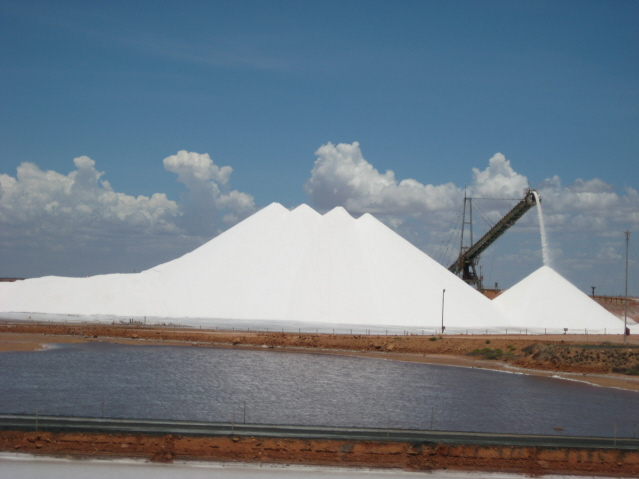
zoutwinning

Cossack · Dampier · Goldsworthy · Jigalong · Karratha · Marble Bar · Newman · Nullagine · Onslow · Pannawonica · Paraburdoo · Point Samson · Port Hedland · Roebourne · Shay Gap · South Hedland · Telfer · Tom Price · Whim Creek · Wickham · Wittenoom